# Dolichostyrax
Dolichostyrax is een kevergeslacht uit de familie van de boktorren (Cerambycidae). De wetenschappelijke naam van het geslacht werd voor het eerst geldig gepubliceerd in 1911 door Aurivillius.

## Soorten
Dolichostyrax omvat de volgende soorten:
- Dolichostyrax basispinosus Breuning & de Jong, 1941
- Dolichostyrax cylindricus Breuning, 1939
- Dolichostyrax longipes Aurivillius, 1913
- Dolichostyrax moultoni Aurivillius, 1911
- Dolichostyrax tuberculatus Fisher, 1936